# Koncentrationslejre i Xinjiang
Xinjiang Koncentrationslejrene, officielt kaldt Træning- og Uddannelseslejre af Folkerepublikken Kina,    er interneringslejre, der er blevet drevet af regeringen for den autonome region Xinjiang til formålet om at indoktrinere uighurer siden 2017  som led i en "folkekrig mod terror" annonceret i 2014.   Lejrene blev oprettet under Generalsekretær Xi Jinpings administration  og ledet af partisekretær Chen Quanguo . Disse lejre drives efter sigende uden for retssystemet ; mange uigurer er angiveligt blevet interneret uden retssag, og der er ikke pålagt nogen anklager mod dem.    Lokale myndigheder holder efter sigende hundretusinder af uighurer i disse lejre såvel som medlemmer af andre etniske minoritetsgrupper med det erklærede formål at bekæmpe ekstremisme og terrorisme og fremme kinesisk kultur .